# Diario de Ana Frank
Con el título de El diario de Ana Frank (título original en neerlandés: Het Achterhuis) se conoce la edición de los diarios personales escritos por la joven Ana Frank entre el 12 de junio de 1942 y el 1 de agosto de 1944, en un total de tres cuadernos conservados en la actualidad. Si bien se ha atribuido una coautoría del manuscrito a su padre, Otto Frank, desde la propia Fundación Ana Frank.  En los relatos, se cuenta la historia y vida de Ana Frank como adolescente y los dos años en que permaneció oculta junto a su familia de origen judío de los nazis en Ámsterdam, en plena Segunda Guerra Mundial, hasta que fueron descubiertos.

## Contexto
Oculta con su familia, otra familia judía (los van Pels) y un dentista (Fritz Pfeffer, Dussel en el Diario), en una buhardilla de unos almacenes de Ámsterdam durante la ocupación nazi de Países Bajos, Ana Frank, con trece años, cuenta en su diario, al que llamó «Kitty», la vida del grupo. Ayudados por varios empleados de la oficina, permanecieron durante más de dos años en el achterhuis (conocido como «la casa de atrás») hasta que, finalmente, fueron delatados y detenidos. Ana escribió un diario entre el 12 de junio de 1942 y el 1 de agosto de 1944. El 4 de agosto de 1944, los ocho escondidos fueron descubiertos en "la casa de atrás". Estos últimos fueron llevados a diferentes campos de concentración. Además del diario, escribió varios cuentos que han sido publicados paulatinamente desde 1960. Su hermana, Margot Frank, llevaba también un diario; nunca se encontró ningún rastro de este.
Después de permanecer durante un tiempo en los campos de concentración de Westerbork en Países Bajos y Auschwitz en Polonia, Ana y su hermana mayor, Margot, fueron deportadas a Bergen-Belsen, donde ambas murieron durante una epidemia de tifus, primero Margot alrededor del 12 de febrero y poco después Ana alrededor del 15 de febrero (el tifus fue causado por la extrema falta de higiene en el campo de concentración). Edith Holländer (madre de Margot y Ana) muere de inanición en el campo de concentración de Auschwitz-Birkenau. Hermann Van Pels (uno de los ocho escondidos) fue enviado el 6 de septiembre de 1944 a las cámaras de gas de Auschwitz. Su esposa, Auguste van Pels, muere a mediados de abril de 1945 en el trayecto hacia Theresienstadt. Peter Van Pels muere el 5 de mayo de 1945, tres días antes de la liberación. En cuanto a Fritz Pfeffer, murió en el campo de concentración de Neuengamme, el 20 de diciembre de 1944.
Su padre, Otto Frank, fue el único de los escondidos que sobrevivió a los campos de concentración. Cuando regresó a Ámsterdam, Miep Gies, una de las personas que les había ayudado durante su estancia en el anexo, le entregó el diario contenido en cinco libros y un cúmulo de hojas sueltas que su hija había escrito mientras estaban escondidos. En 1947, según el deseo de Ana, su padre decide publicar el diario y, desde entonces, se ha convertido en uno de los libros más leídos en todo el mundo.
El diario se publica por primera vez bajo el título Het Achterhuis (la casa de atrás) en Ámsterdam, Países Bajos, en 1947, por el editorial Contact. En abril de 1955 se publica la primera traducción al español con el título Las habitaciones de atrás (editorial Garbo, Barcelona). Ediciones posteriores en español suelen llevar títulos como Diario de Ana Frank o El diario de Ana Frank.
En los Estados Unidos, el diario fue prohibido en el estado de Virginia y en Míchigan debido a que, para algunos críticos, parte del contenido tenía alusiones sexuales.
En 1959, el Diario fue llevado al cine y adaptado como una serie de televisión en 1967.
Tras el fallecimiento de Otto Frank en 1980, este legó los escritos al Instituto Neerlandés para la Documentación de la Guerra. El Fondo Ana Frank (Suiza) es el heredero de los derechos de autor de los textos. 
En 1993, la editorial Plaza & Janés, de Barcelona, publica una versión ampliada y actualizada del Diario, que es al mismo tiempo la primera traducción directa del neerlandés al español.
En 1998 se publicaron cinco páginas más desconocidas del citado diario.

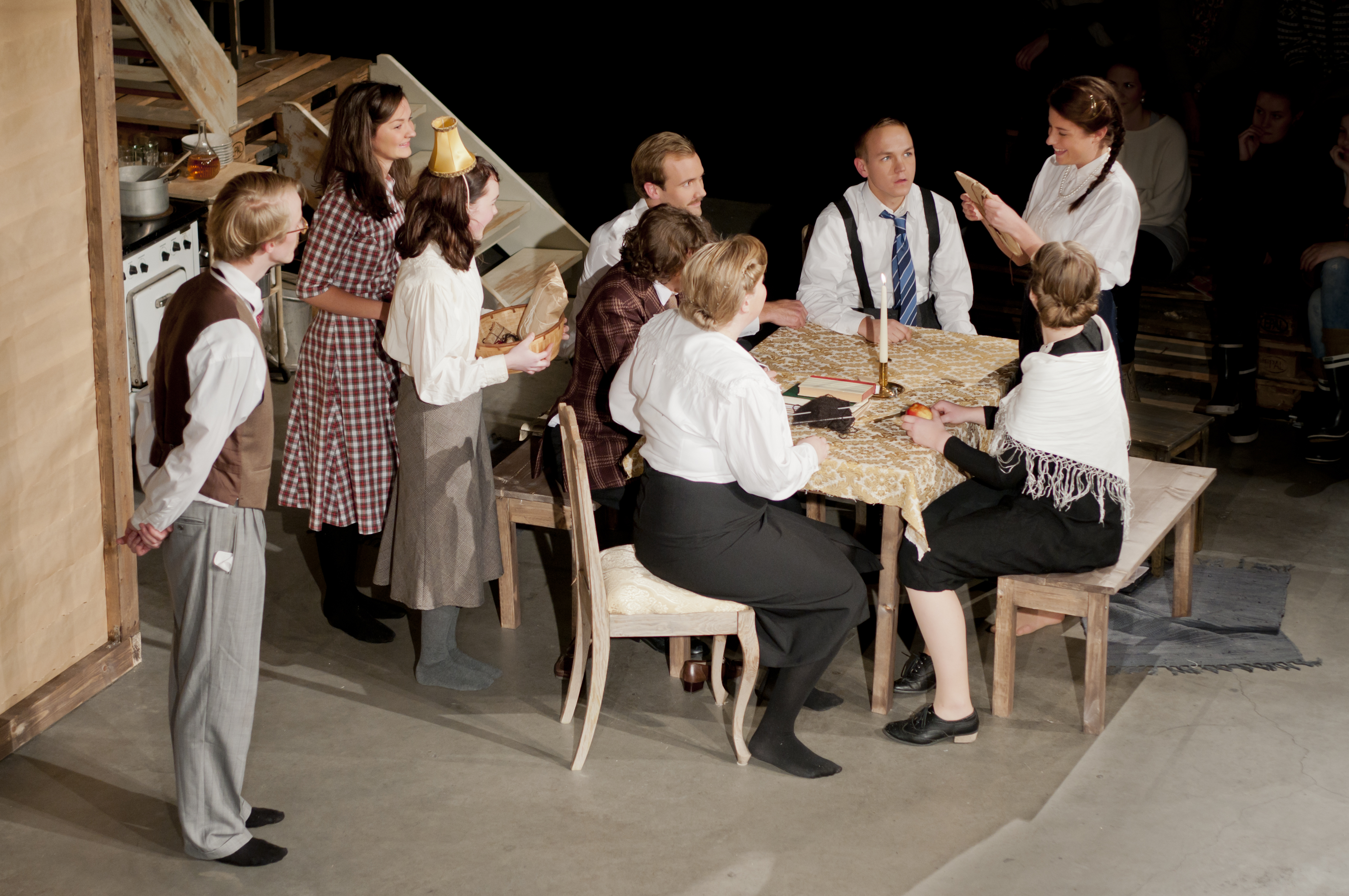
Estudiantes noruegos de teatro interpretando una adaptación del Diario en 2011.

En diciembre de 2019, la editorial Eudeba de Buenos Aires, publica Querida Kitty, la novela epistolar de Anne Frank redactada por ella misma, en una traducción directa del original neerlandés de Diego Puls.
El libro fue un éxito en todo el mundo, en especial en Israel, Estados Unidos y Reino Unido, país donde permaneció como n.º 1 en las listas de libros más vendidos durante 20 semanas consecutivas. Ha vendido más de 30 millones de ejemplares.

## El Diario y cuentos

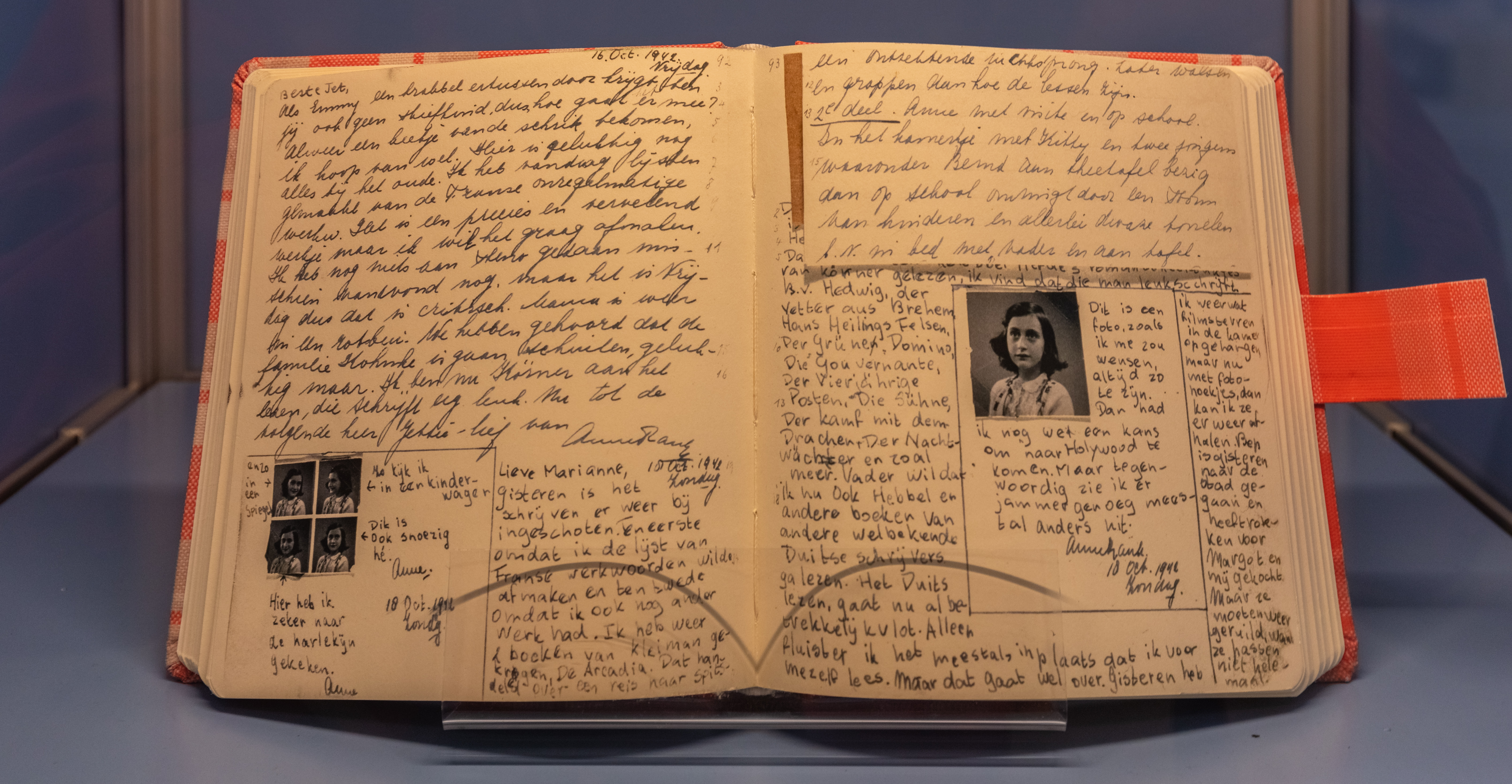
Algunas páginas manuscritas del Diario, expuestas temporalmente en la iglesia de San Nicolás, Kiel, Alemania.

Los cuentos manuscritos por Ana se hallan en la Casa de Ana Frank en Ámsterdam y el Archivo Documental de la Guerra, también en Ámsterdam. El libro escrito por Ana Cuentos, que contiene las primeras 35 historias, se conserva en la Casa de Ana Frank. Las hojas sueltas restantes se conservan en el Archivo Documental. Asimismo algunas de estas historias forman parte de la edición del Diario, por lo que existen algunas divergencias insignificantes entre la versión original y las hojas sueltas.
En la versión alemana del Diario, se encuentran incluidos los siguientes cuentos:
- "¿Entraron a robar?" (25 de marzo de 1943)
- "El dentista" (10 de diciembre de 1942)
- "Día de embutidos" (10 de diciembre de 1942)
- "La codiciada mesita" (13 de julio de 1943)
- "Anne y la teoría" (29 de julio de 1943)
- "La tarde y la noche en el anexo" (4 de agosto de 1943)
- "Hora de comer" (5 de agosto de 1943)
- "El anexo con ocho personas a la mesa" (9 de agosto de 1943)
- "Cuando el reloj da las ocho y media" (23 de agosto de 1943)
- "La tarea diaria en la comunidad: ¡Pelar patatas!" (18 de agosto de 1943)
- "Libertad en el anexo" (20 de agosto de 1943)
- "Kaatje" (7 de agosto de 1943); "Katrie.

## Personas citadas en el diario

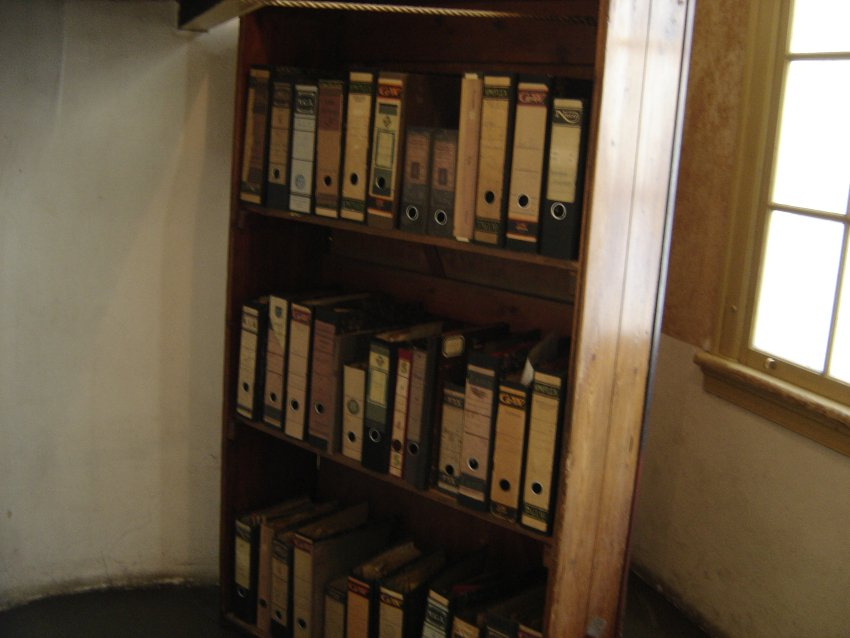
Reconstrucción de la librería que cubría la entrada al anexo secreto donde Ana Frank y su familia se escondieron, en la casa-museo Ana Frank de Ámsterdam.

- Otto Frank permaneció en Auschwitz con otros prisioneros enfermos y sobrevivió. En 1953 se casó con Elfride 'Fritzi' Markovits-Geiringer. Fritzi, superviviente también de Auschwitz, había perdido a su marido y a un hijo en este mismo campo. Otto Frank dedicó toda su vida a divulgar el mensaje de su hija y de su diario, así como a defenderlo de todas las acusaciones de que era falso. Murió a causa de un cáncer de pulmón en Suiza el 19 de agosto de 1980. Su viuda, Fritzi, continuó con la labor de Otto hasta que murió en octubre de 1998.

- Edith Frank-Holländer, la madre de Ana y Margot, permaneció en Auschwitz después de que sus hijas y Auguste Van Pels fueran deportadas a Bergen-Belsen. Fue entonces cuando su salud comenzó a resentirse. Diversos testigos aseguran que el hecho de verse separada de su familia la sumió en una total desesperación. Dichos testigos también dijeron que Edith estaba siempre buscando a sus hijas y que parecía no entender que se habían ido, a pesar de que les había visto subir al tren que las sacó de Auschwitz. Asimismo, afirmaron que guardaba la poca comida que podía conseguir debajo del colchón para dársela a Ana y a Margot. Edith decía que sus hijas necesitaban más la comida que ella y, por ello, se negaba a comer. Murió de inanición el 6 de enero de 1945.

- Margot Frank fue la hermana mayor de Ana, nacida en 1926. Era muy buena a nivel académico y también mayor que Ana por tres años de edad. Fue citada por la autoridad de ocupación alemana en Países Bajos para ser trasladada a Alemania a prestar servicio obligatorio de trabajo, lo que significaba la deportación a un campo de la muerte, razón para la familia Frank de esconderse en el refugio. Detenida en agosto de 1944, fue deportada junto a su madre y hermana al campo de concentración de Auschwitz. A finales de octubre de 1944 fue reenviada al campo de concentración de Bergen Belsen, donde falleció de tifus a principios de marzo de 1945 y a los pocos días falleció Ana.

- Hermann van Pels, que en la versión publicada aparece bajo el seudónimo de Hermann van Daan (y como Hans van Daan en el primer manuscrito), es el único de los ocho escondidos que fue enviado a la cámara de gas. Murió en el campo de concentración de Auschwitz en Polonia. Según testigos presenciales, esto no ocurrió el mismo día de su llegada allí. Sol de Liema, prisionero de Auschwitz que conoció tanto a Otto Frank como a van Pels, dijo que después de dos o tres días en el campo, Hermann van Pels se dio mentalmente por vencido, el principio del fin de cualquier prisionero en un campo de concentración. Al poco tiempo, tras una selección, fue enviado a la cámara de gas. Esto ocurrió unas tres semanas después de su llegada al campo. Su hijo, Peter, y Otto Frank presenciaron esta selección.

- Auguste van Pels, que en la versión publicada aparece bajo el seudónimo de Petronella van Daan. La fecha y el lugar de su muerte son desconocidas, pero diversos testigos aseguran que estuvo un tiempo con las hermanas Frank en Bergen-Belsen. Sin embargo, también aseguran que Auguste no estaba allí cuando las dos jóvenes fallecieron. Por lo tanto, es muy probable que fuera deportada antes de marzo de 1945 al campo de concentración de Buchenwald en Alemania y, después, a Theresienstadt. Se cree que murió de camino a Theresienstadt o poco después de su llegada allí.

- Peter van Pels, que en el diario aparece bajo el seudónimo de Peter van Daan (8 de noviembre de 1926 - 5 de mayo de 1945), murió en el campo de concentración de Mauthausen en Austria. Otto Frank le protegió mientras permanecieron juntos en Auschwitz, ya que los dos estaban en el mismo grupo de trabajo. Tiempo después, Otto declaró que pidió a Peter que se escondiera y se quedara con él en la enfermería de Auschwitz. Sin embargo, Peter fue seleccionado para una marcha de evacuación hacia el campo de exterminio de Mauthausen y decidió que tendría más posibilidades de sobrevivir si se unía a dicha marcha. Murió a los 18 años, tres días antes de que las tropas aliadas liberaran Mauthausen.

- Fritz Pfeffer, que en la versión publicada aparece como el señor Albert Dussel, era el dentista familiar de la familia van Pels y de Miep Gies. Murió el 20 de diciembre de 1944 en el campo de Neuengamme. En los registros del campo aparece que murió de enterocolitis que, entre otras cosas, provocaba disentería. Muchos prisioneros morían a causa de esto. No hay lugar determinado de entierro de sus restos.

### Los que ayudaron a esconderse
- Miep Gies encontró en el anexo el diario y lo conservó sin leerlo. Más tarde dijo que si lo hubiera leído, habría necesitado destruirlo, ya que contenía una gran cantidad de información incriminatoria. Ella y su esposo tomaron como huésped a Otto Frank en su casa, donde vivió desde su regreso en 1945 hasta 1952. En 1994 recibió la "Orden del Mérito de la República Federal de Alemania", y en 1995 recibió el más alto honor del Yad Vashem, los Justos entre las Naciones en Israel. Fue nombrada "Dama de la Orden de Orange-Nassau" por la reina Beatriz de los Países Bajos. En 1996 compartió un premio Óscar" de la Academia con Jon Blair por su documental de "Recordando a Ana Frank", basado en gran parte en su libro del mismo título. También aportó mucha información a la biografía de Melissa Müller sobre Ana Frank. Ha indicado que cada año guarda duelo el 4 de agosto, fecha en los que fueron detenidos sus amigos en el Anexo. Miep Gies falleció el 11 de enero de 2010 a la edad de cien años tras una corta enfermedad luego de sufrir una caída.

- Jan Gies, esposo de Miep, era un trabajador social, y también durante la guerra, un miembro activo de la Resistencia neerlandesa contra los ocupantes alemanes. Haciendo esto fue capaz de adquirir alimentos y otros artículos para los refugiados del Anexo, cosa que hubiera sido casi imposible obtener de manera legal. Jan murió de complicaciones de la diabetes, el 26 de enero de 1993 en Ámsterdam.

- Johannes Kleiman permaneció cerca de seis semanas en un campo de trabajo después de su detención, y fue puesto en libertad tras la intervención de la Cruz Roja a causa de su frágil salud. Regresó a Opekta, y se hizo cargo de la empresa de Otto Frank, cuando este se trasladó a Basilea en 1952. Murió en 1959 en el escritorio de su oficina, a la edad de sesenta y tres años.

- Victor Kugler pasó siete meses en diversos campos de trabajo, y finalmente se escapó en marzo de 1945 cuando, estando aún detenido en un campo, este fue ametrallado por aviones británicos Spitfires. Regresó a pie y en bicicleta a su ciudad natal de Hilversum, donde se mantuvo en la clandestinidad hasta la liberación por parte de las tropas canadienses. Después de que su esposa murió, Kugler emigró a Canadá en 1955 (donde vivían varios de sus parientes) y residió en Toronto. Recibió la "Medalla de los Justos" Memorial de Yad Vashem, con un árbol plantado en su honor por el Bulevar de los Justos entre las Naciones en 1973. Murió 16 de diciembre de 1981 en Toronto, después de una larga enfermedad, a la edad de ochenta y un años.

- Bep Voskuijl dejó Opekta poco después de la guerra y se casó en 1946. Una sola vez concedió una entrevista a una revista neerlandesa algunos años poco después de la guerra, posteriormente se negó a dar entrevistas y a la mayoría de la publicidad. Sin embargo, Bep mantuvo su propio libro de notas con artículos relacionados con Ana, a lo largo de su vida, y puso a su hija el nombre de "Annelies Marie", en honor a Ana. Murió en Ámsterdam el 6 de mayo de 1983.

- Johannes Hendrik Voskuijl (padre de Bep) fue alabado constantemente por haber ayudado a esconder a los ocho judíos en la clandestinidad durante sus primeros días en el Anexo Secreto. Sin embargo, su mal estado de salud es a menudo mencionado por Ana en su diario, y quedó incapacitado tras un diagnóstico de cáncer. Murió de la enfermedad a fines de noviembre de 1947.

### Amigos de Ana que aparecen en el Diario

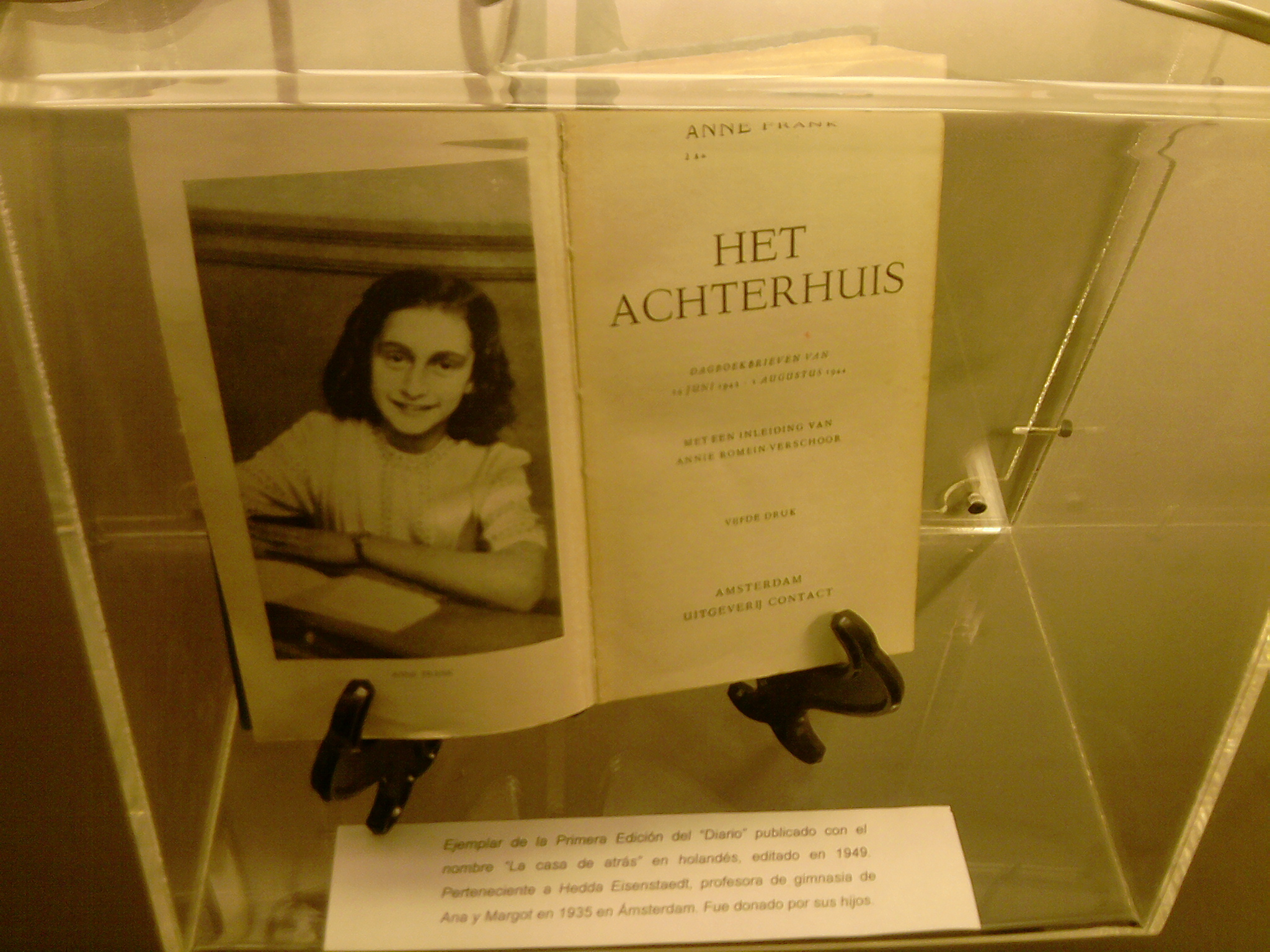
Ejemplar de la primera edición del diario.

- Hanneli Goslar - Conocida por ser amiga de la infancia de Ana, era llamada "Hanneli" o "Lies", Hannah fue la amiga más cercana de Ana, junto con Sanne Ledermann. Mientras Hannah estaba detenida en el Campo de concentración de Bergen-Belsen, se reunió con Auguste van Pels pidiendo a través de un heno lleno de alambre de púas cerca, que si alguien podía reconocer su hablar neerlandés. Auguste van Pels le respondió, y recordó a Hannah de las épocas de preguerra en Ámsterdam. La Sra. van Pels entonces le contó que Ana era una prisionera de la sección del campo en que ella misma estaba. Hannah se sorprendió puesto que creía, al igual que la mayoría de la gente en Ámsterdam, que los Frank habían escapado a Suiza. Hannah pudo hablar con Ana varias veces a través de la barrera, y ponerla al tanto de algunas cosas esenciales para ella. Hannah dijo que Ana creía que sus padres estaban muertos, y en los últimos años expresó que si Ana hubiese sabido que su padre aún estaba vivo, pudo haber encontrado la fuerza para sobrevivir hasta la liberación del campo. Poco después el contingente de Ana se trasladó, y Hannah nunca más supo de ella. Hannah y su hermana pequeña Gabi fueron los únicos miembros de su familia que sobrevivieron a la guerra, y Hannah estuvo cerca de morir pues hubo una epidemia de tifus y tuberculosis, cuando los rusos liberaron el tren en el que ella y Gabi estaban siendo transportadas, según se informa, a Theresienstadt. Hannah vive ahora en Israel, es una enfermera, y tenía diez nietos a partir de mediados del decenio de 1990.

- Susanne Ledermann o "Sanne" fue compañera de Ana desde el momento de su llegada a Ámsterdam, y se menciona varias veces en el comienzo de la agenda. Fue considerada la "silenciosa" una del trío de "Anne, Hanne y Sanne". Era muy inteligente, y de acuerdo con Ana, muy buena en poesía. El nombre completo de Sanne es diverso en las distintas fuentes que figuran como "Susanne" y "Susana". Solo sus amigos la llamaban Sanne, su familia utilizaba el más germánico "Susi". Tras su regreso a Ámsterdam, Otto Frank se enteró de que sus padres y Sanne Franz e Ilse fueron detenidos el 20 de junio de 1943. Sanne y sus padres fueron enviados primero a Westerbork, luego el 16 de noviembre a Auschwitz, donde los tres fueron gaseados a su llegada. La hermana de Sanne Ledermann, Barbara, que era una amiga de Margot, a través de contactos en los Países Bajos, adquirió una tarjeta de identificación aria (convirtiéndose en Barbara Waarts) y trabajó como mensajero para el metro. Ella sobrevivió a la guerra y más tarde se casó con el bioquímico y Premio Nobel, Martin Rodbell.

- Jacqueline van Maarsen o "Jacque" y "Jopie" fue la "mejor" amiga de Ana poco antes de que la familia Frank se escondiera en julio de 1942. Jacque era la amiga preferida de Ana, aunque a veces la encontraba demasiado exigente en su amistad. Más tarde en su Diario, Ana escribió su remordimiento por su dura actitud hacia Jacque, pues solo quería ser su "mejor amiga"... en el diario escribió que "...sólo quiero pedirle disculpas y explicar las cosas". Después de dos meses y medio en la clandestinidad, Ana le escribió una carta de despedida a Jacque en su diario, jurándole su amistad por siempre. Desafortunadamente Jacque pudo leer esta carta después de la guerra, al ser publicado el diario. Jacque van Maarsen nacida de madre cristiana y junto con varias otras circunstancias, pudo evitar la "J" (para "Judío") logrando obtener Tarjetas de identificación de neerlandeses. Los Maarsens por lo tanto, pudieron vivir los años de la guerra en Ámsterdam. Jacque posteriormente se casó con un amigo de su infancia, y aún vive en Ámsterdam, donde es una galardonada encuadernadora. Fue una de las primeras personas a quien Otto Frank le enseñó los Diarios originales de Ana pero no lo pudo leer. En 1947, recibió uno de los ejemplares de la primera edición pero lo leyó con vacilaciones por el dolor que le producía. Años después escribió tres libros sobre su notable amistad con la escritora judía: Ana y Jopie (1990), Mi amiga Anne Frank (1996) y Mi nombre es Anne, dijo Anne Frank (2003).

- Nannette "Nanny" Blitz es una amiga de Ana, del colegio. Si bien no siempre su amistad estuvo en las mejores condiciones por algunas diferencias en la escuela (ambas eran de carácter similar) Nanny fue invitada al cumpleaños número 13 de Ana, el 12 de junio de 1942. Nanny es referida en el diario como "E.S.". Deportada al Campo de concentración de Bergen-Belsen junto a su familia, logra sobrevivir pero sus padres y hermano mueren en el campo. Compartió con Ana en Bergen Belsen varias semanas,  perdió su rastro poco antes del final de la guerra. Estuvo en un sanatorio después de la liberación mientras se recuperaba de una fuerte tuberculosis, Otto Frank se puso en contacto con ella por consejo de Hanneli Goslar, Nanny le escribió dándole alguna información sobre el final de Ana y Margot en el campo. Nanny y su familia, emigraron en 1998 y residen en São Paulo, Brasil.

- Ilse Wagner, a quien van Maarsen Jacque llama "una chica dulce y sensible", se menciona varias veces en la primera parte de la agenda. Su familia tenía un conjunto de tenis de mesa, y Ana y Margot fueron con frecuencia a su casa para jugar. Wagner fue la primera del círculo de amigos de Ana en ser deportados. Junto con su madre y su abuela, ella fue enviada a Westerbork, en enero de 1943, luego al Campo de exterminio de Sobibor, donde los tres fueron gaseados a su llegada el 2 de abril de 1943.
- Betty Bloemendaal era compañera del liceo judío. Ana la describe como "buena alumna, pero solo porque es aplicada, pues su inteligencia va dejando que desear". Fue deportada a Campo de concentración de Westerbork, y de allí a Auschwitz, donde fue asesinada en las cámaras de gas el mismo día de su llegada, el 1 de octubre de 1942.
- Henriette Rebecca Mets, nombrada en el Diario como Henny,fue asesinada en el Campo de exterminio de Sobibor el 11 de junio de 1943.
- Eva Hansje Elly "Eefje" de Jong probablemente fue deportada al mismo tiempo con Henny Mets, ya que fue asesinada también en Sobibor el 11 de junio de 1943.
- Marie Elisabeth "Miep" Lobatto, aparece en el diario con las iniciales G.Z. Ella sobrevivió a la Guerra y siguió viviendo en Holanda tras la liberación.
- Emiel Bonewit, descrito como "bastante aburrido" por Ana, fue asesinado con sus padres en Sobibor el 2 de abril de 1943.
- Werner Joseph vivía con sus dos hermanos en un centro agrícola para Jóvenes Judíos Refugiados, ya que provenían de Polonia, donde habían huido en 1939 antes de la invasión alemana. Werner y su hermano Hans fueron deportados a Sobibor y fueron asesinados al llegar el 7 de mayo de 1943. Su otro hermano, Heinz, murió en el Campo de concentración de Mauthausen-Gusen el 16 de septiembre de 1944.
- Jacques Kocernoot o Kokenoort, fue asesinado con su familia en Auschwitz el 17 de septiembre de 1943.
- Abraham "Appie" Reens (en el Diario su apellido está erróneamente escrito como "Riem") fue enviado con sus padres a las cámaras de gas de Sobibor el 4 de junio de 1943, tras llegar.
- Herman Koopman, llamado "grosero" por Ana, sobrevivió a la guerra.
- Sam Salomon, a quien Ana consideraba como "otro admirador", fue asesinado en Auschwitz el 14 de septiembre de 1942.
- Harry Schaap fue deportado con su madre, abuela y hermana menor a Auschwitz, donde fueron asesinados el 13 de noviembre de 1942.
- Leo Slager también había estudiado anteriormente en el Colegio Montessori, se desconoce si en el mismo curso que Ana Frank. Leo y su padre fueron asesinados en Sobibor el 2 de julio de 1943. Su madre, por miedo y desesperación a causa de la guerra, se había suicidado el 1 de noviembre de 1942 en Ámsterdam.
- Sallie Springer fue enviado al campo de concentración neerlandés Herzogenbusch, desde allí, completamente solo,fue deportado al Campo de exterminio de Sobibor,donde fue seleccionado para la muerte inmediata tras arribar el 11 de junio de 1943.
- Maurice Coster fue compañero de Ana en el colegio Montessori, y luego pasaron a estudiar juntos en el Liceo Judío en 1941. En 1943 se escondió para evitar ser deportado y sobrevivió a la Guerra. Se mudó a Israel, donde se casó y trabajó como diseñador de juegos de mesa.
- Jopie de Beer fue deportado a Auschwitz junto a su padre Louis, su madre Sara y su hermano Herman en 1943. A su llegada al campo de exterminio, el 19 de noviembre, Jopie y su madre fueron seleccionados para las cámaras de gas,mientras que su padre y hermano fueron enviados a trabajar. Herman murió en enero de 1944, y Louis en marzo de ese año.
- Leo Blom, quien era amigo de Jopie de Beer, sobrevivió y vivió en Holanda tras la guerra.
- Robert "Rob" Cohen sobrevivió a la guerra.
- Albert de Mesquita se escondió en decenas de lugares, de esta forma pudo salvarse de los campos de concentración y de una muerte segura. Vive en Holanda.
- Ru Stoppelman o Stoppelmon fue deportado y asesinado el mismo día de su llegada a Auschwitz el 12 de octubre de 1942, al igual que su madre y su hermana mayor Leny.

- Lutz Peter Schiff: entre todos los niños que admiraban a Ana por su simpatía en el colegio, a quien más se refirió la joven escritora en su Diario fue a Peter Schieff, a quien llamaba "Petel". Era tres años mayor que Ana, y de acuerdo con ella, fueron "inseparables" durante el verano de 1940, cuando Ana tenía solo 11 años. Entonces, Peter y su familia se mudaron y sus nuevos compañeros de liceo lo convencieron de que Ana era "sólo una niña", razón por lo cual se fueron separando. Ana tenía varios sueños vívidos de Peter, mientras que en la clandestinidad, escribió sobre él en su diario, y se percató de que ella veía en Peter van Pels, al menos parcialmente, el sustituto de Peter Schiff. Ana implica, en su diario, en la entrada del 12 de enero de 1944, que Peter Schiff le dio un colgante, como un regalo, que a partir de entonces fueron amigos muy queridos. Peter quedó registrado junto a su madre ingresando al Campo de concentración de Westerbork en los Países Bajos el 23 de septiembre de 1943, pero al no haber acatado la Orden de llamada para el Servicio Laboral en Alemania fue encausado penalmente y recluido en el barracón número 67 del campo. Su madre y padrastro fueron separados y enviados el 18 de enero de 1945, al Campo de concentración de Theresienstadt. Peter -dado que su padre biológico había emigrado a los Estados Unidos- fue situado en la lista de prisioneros "cuyos familiares más próximos se encuentran en países extranjeros enemigos" y deportado el 1 de febrero de 1944 al Campo de concentración de Bergen-Belsen, desde allí fue trasladado hacia el Campo de concentración de Auschwitz donde murió, no se conoce la fecha exacta de su muerte aunque se fija el 31 de mayo de 1945.
- Helmuth "Hello" Silberberg fue un muchacho muy cercano a Ana, en los días previos al paso de la familia Frank a la clandestinidad, a pesar de que Ana en ese momento lo conocía solo desde hacía dos semanas. Su abuelo, a quien no gustaba el nombre de Helmuth, lo llamaba "Hello". Tenía 16 años, y adoraba a Ana, pero ella escribió en su diario que "no estoy enamorada de Hello, él es sólo un amigo, o como diría mamá, uno de mis admiradores". Hello había estado viviendo en Ámsterdam con sus abuelos, pero por una muy enrevesada serie de eventos, entre ellos la persecución por parte de los nazis, pudo finalmente reunirse con sus padres en Bélgica. Este también era un país ocupado por los alemanes, sin embargo, él y su familia siguen "en la clandestinidad", aunque no en circunstancias tan difíciles como los Frank. La ciudad donde se escondían los Silberbergs fue liberada el 3 de septiembre de 1944, el día que Hello quedaba en libertad, Ana y su familia estaban en el último transporte de Westerbork hacia Auschwitz. Hello emigró a los Estados Unidos de América después de la guerra, y hoy se conoce como Ed Silverberg y ha dado varias entrevistas sobre su experiencia al conocer a Ana Frank.[11] Murió el 26 de junio de 2015.[12]